# Dicsőszentmárton magyar irodalmi élete
Dicsőszentmárton magyar irodalmi élete más erdélyi városokétól eltérően a két világháború között bontakozott ki.
Dicsőszentmárton csak az 1900-as évek elején emelkedett nagyközségből rendezett tanácsú várossá. A nyolc helyi lap közül jelentősebb a Kis-Küküllő, majd a Vármegyei Hírlap; hasábjaikon 1907-től találkozunk a fiatal Gyárfás Elemér vitacikkeivel, melyekben magyar-román érzelmi közösséget hirdet a budapesti kormányzat soviniszta politikájával szemben. A fejlődő városka típusait a gyermekkorának egy részét itt töltő Kemény János emlékezései örökítik meg.
A Kis-Küküllő nyomdája 1919-ben a köztársasági felfogása miatt üldözésnek kitett Dosztál Kálmán könyvkereskedő tulajdonából részvénytársaság kezére került, s az így megalakuló Erzsébet Könyvnyomda igazgatója és a lap szerkesztője 1921-től Sipos Domokos. Az ő írói tevékenységének köszönhető, hogy a lap hamarosan országos hírnévre tett szert. 1921 és 1940 között ebben a nyomdában 68 könyvet és 4 időszaki terméket állítottak elő. A nyomda az EIT és Kaláka gondozásában több jelentős irodalmi terméket is megjelentetett: itt adták ki a Petőfi-centenáriumra a költő összes költeményeit, Gyárfás Elemér publicisztikai gyűjteményét és Bethlen Miklós kancellárról írt könyvét, Sipos Domokos novelláit és Szombati-Szabó István verseit.
A Kis-Küküllő adott szót a hazatért Benedek Eleknek, amikor Kié a jövendő? c. írásában a kastélyok felelőtlenségét a földműves székelyek gondjával állította szembe; a lap irodalmi estre hívta meg a polgári radikális Napkelet íróit (köztük volt Berde Mária, Ligeti Ernő, Nyirő József, Paál Árpád). A földbirtokos és polgári körök, élükön Gyárfás Elemérrel, ezért bojkott alá vették a lapot s megrendezték a Pásztortűz irodalmi ellen-estjét. A konfliktus vitát váltott ki az egész erdélyi magyar sajtóban. Sipos Domokos korai halála 1927-ben újabb írói felvonulással járt: az özvegy és kisfia segélyezésében Benedek Elek "fiai"-val országos turnét rendezett, majd 1934-ben irodalmi ünnepség keretében avatták fel a város felett a költő síremlékét. A Kis-Küküllő 1936-ig Vajda Béla, majd Bach Ede szerkesztésében élt tovább, s 1938-ig Vármegyei Újság címmel folytatódott.
Itt élt Ligeti Sándor bankigazgató, a társadalomtudomány művelője; utópisztikus reformer-írásait számos folyóirat, így kezdeti szakaszában a Korunk is közölte, a társadalmi gazdaság dinamikájáról szóló értekezését a helybeli Erzsébet Könyvnyomda adta ki. Az 1970-es években a helybeli líceum magyar irodalmi köre vállalta Sipos Domokos örökségének ápolását, s értékes hagyományt elevenítve fel, 1973 elején vendégül látta az Utunk írógárdáját. A Bocz Irma vezetésével itt folytatott ábécé-mintaoktatási s más pedagógiai kísérleteket 1979-ben bemutatta a Román Televízió magyar adása.